# Lotsfågel
Lotsfågel (Pycnoptilus floccosus) är en fågel i familjen taggnäbbar inom ordningen tättingar, endemisk för Australien.

## Utseende och levnadssätt
Lotsfågeln är en kraftig taggnäbb som mäter cirka 18 centimeter och väger ungefär 27 gram. Den har stort huvud och kort näbb. Fjäderdräkten är brun och grå med ljusvattrat bröst och orangebrun strupe. Lotsfågeln lever till största delen på marken. 

## Utbredning och systematik
Lotsfågeln placeras som enda nu levande art i släktet Pycnoptilus. Den förekommer i sydöstra Australien och delas in i två underarter med följande utbredning:
- Pycnoptilus floccosus sandlandi – låglandsskogar från områden nära kusten i centrala New South Wales till centrala Victoria
- Pycnoptilus floccosus floccosus – alpina områden från bergskedjan Brindabella till Snowy Mountains i Victoria

## Status och hot
Lotsfågeln tros ha minskat relativt kraftigt i antal. Internationella naturvårdsunionen IUCN kategoriserar den som sårbar (LC).